# Clapham cum Newby
Clapham cum Newby – civil parish w Anglii, w North Yorkshire, w dystrykcie (unitary authority) North Yorkshire. W 2011 civil parish liczyła 640 mieszkańców.